# Філософія біології
Філософія біології - розділ філософії, який займається епістемологічними, метафізичними і етичними питаннями в галузі біологічних і біомедичних наук, а також аналізом і поясненням закономірностей розвитку основних напрямків комплексу наук про життя. Біофілософія досліджує структуру біологічного знання; природу, особливості та специфіку наукового пізнання живих об'єктів і систем; засоби і методи подібного пізнання. Філософія біології - система узагальнюючих суджень філософського характеру про предмет і метод біології, місце біології серед інших наук і в системі наукового знання загалом, її пізнавальної і соціальної ролі в сучасному суспільстві. Деякими фахівцями біофілософія визнається як міждисциплінарна галузь знання, що включає в себе філософію біології. Інші вважають навпаки: філософія біології включає в себе біофілософію. На даний момент серед філософів консенсус з цього питання не досягнуто.
Хоча філософи науки і філософи взагалі давно вже цікавилися біологією (наприклад, Аристотель, Декарт, і навіть Кант), філософія біології з'явилася відносно недавно. І майже відразу в ній виділилася біофілософія, як складова філософії біології. Початок формування біофілософії (як незалежної області філософії) можна пов'язати, на думку А. Т. Шаталова і Ю. В. Олейникова, з виходом в світ монографії австрійського вченого-еволюціоніста Б. Ренша, яка називалася «Біофілософія», а також з публікацією Р. Саттлера під назвою «Біофілософія. Аналітична і холістскіх перспективи », яка була присвячена гносеологічної опрацюванні механізмів пізнання життя і визначення місця біофілософії в структурі наукового знання.

## Історія філософії біології

### Античність
Зміст і проблематика філософії біології істотно змінювалися в ході розвитку біології та інших наук про живу, в процесі зміни їх предмета, трансформації стратегічних напрямків дослідження. На початкових етапах свого становлення як науки біологія, ще не будучи теоретично оформленою, по суті являла собою частину філософії. Це чітко проявилося вже в античності, перш за все в навчанні Аристотеля. Проблема пізнання живого представлена у нього як у рамках умоглядної філософії, вчення про логічних формах і методах пізнання, так і як особлива, відносно самостійна сфера дослідження природи. У своєму трактаті «Про частинах тварин» він провів величезну роботу зі створення наукових основ класифікації видів живих організмів.

#### Новий час
У новий час методологічне усвідомлення шляхів і форм пізнання життя значно просунулося вперед у пошуках наукового методу. Зокрема, у Декарта механістичний метод був поширений на сферу живого, що призвело до уявлень про живих істот як складних машинах, підпорядкованих законам механіки і розвитку редукционизма. У розробленій формі механістична концепція пізнання живого отримала втілення в філософії Спінози, який обґрунтував її з раціоналістично-математичних позицій, що виходять з традицією Галілея, Гоббса, Декарта. Лейбніц спробував вийти за рамки механістичного матеріалізму, виходячи з уявлення про безперервність розвитку і всеорганічності природи, стверджуючи, що єдність організму становить така організація частин в одному тілі, яка бере участь у загальному житті. Розвиваючи ідею про розгортання в розвитку нових організмів предсуществующих задатків, він обґрунтував преформістской концепцію в філософському осмисленні живого.
Карл Лінней - швед, натураліст, творець біологічної систематики. У своїй монографії «Система природи» (1735), що отримала світову популярність, він заклав основи класифікації «трьох царств природи»: рослин, тварин і мінералів. Причому людина в цій класифікації вперше був віднесений до класу ссавців і до ряду приматів, що завдало істотного удару по домінував в ті роки антропоцентрическому мислення. Внісши фундаментальний внесок у вивчення біологічного різноманіття життя, Лінней сформулював принцип ієрархічності систематичних категорій, згідно з яким сусідні таксони пов'язані не лише схожістю, а й родинними зв'язками. Ця ідея стала одним з наріжних каменів на шляху утвердження еволюційних уявлень.
Перша цілісна концепція еволюції в її філософському осмисленні була сформульована французьким натуралістом Ламарком в «Філософії зоології» (1809). Лейтмотивом книги є твердження про те, що будь-яка наука повинна мати свою філософську основу, і лише за цієї умови вона зробить дійсні успіхи. З цих позицій автор звертає увагу на загальний характер мінливості, на прогресивний хід еволюції, вважаючи головним її чинником пряме і адекватне вплив середовища. В якості основного механізму еволюції Ламарк брав успадкування набутих ознак. Тенденцію ж до ускладнення організації живих організмів Ламарк вважав результатом внутрішнього прагнення організмів до прогресу, до вдосконалення. За Ламарку, ця внутрішня мета закладена в організмах, спочатку. Світогляд Ламарка деїстичного: визнаючи природний порядок природи, він розглядав Бога як першопричину цього порядку. Принциповим філософським моментом у творчості Ламарка є заміна преформістським вистав, що йдуть від Г. Лейбніца та інших, ідеями трансформінізма - історичного перетворення одних видів в інші.
Однак у цього підходу було багато противників, одним з найвизначніших серед яких Жорж Кюв'є - французький зоолог, теоретик систематики, творець палеонтології, биостратиграфии та історичної геології як науки. Запропонована Кюв'є система органічної природи - перша, в якій сучасні форми розглядалися поряд з копалинами. У своєму творі «Царство тварин» (фр. «Règne animal», 1817) Кюв'є сформулював принцип підпорядкування ознак. Розвиваючи ідеї Ліннея, він розділив усе різноманіття тварин на чотири гілки, кожна з яких характеризується спільністю плану будови. Причому між цими гілками, по Кюв'є, немає і не може бути перехідних форм. У висунутому їм принципі умов існування, названому принципом кінцевих цілей, розвиваються ідеї «конкретної телеології» Аристотеля: організм, як ціле, пристосований до умов існування; ця пристосованість диктує як відповідність органів виконуваних функцій і відповідність одних органів іншим, так і їх взаємозумовленість в межах єдиного цілого. Будучи переконаним креаціоністом, він вважав, що кореляції незмінні. Вперше показавши на найширшому фактичному матеріалі грандіозну зміну форм життя на Землі і поступове ускладнення цих форм, тобто фактично заклавши основи еволюційних поглядів, Кюв'є в силу своїх філософських переконань звів їх до уявленням про незмінність природи і наполегливо відстоював цю позицію, що яскраво проявилося в його знаменитому диспуті з Жоффруа Сент-Ілером.
Цей французький натураліст був послідовним прихильником ідеї трансформизма. У своїй праці «Філософія анатомії» (1818-1822) він звернувся до одного з фундаментальних біологічних проблем, що мають філософський характер: проблеми значення і сутності подібності ознак. Вирішуючи цю проблему, поставлену ще Аристотелем, Сент-Ілер цілеспрямовано шукав гомології у різних видів тварин, розробляючи ідею єдності плану будови всього живого, на противагу викладеним вище поглядам Кюв'є. Однак дискусія закінчилася перемогою Кюв'є, який спростував механистическую трактування єдності морфологічного типу, пропоновану Сент-Илером.
Оригінальні еволюційні філософські погляди в області біофілософії належать видатному балтійськонімецькому біологу Карлу Беру, що описав в своїй капітальній праці «Історія розвитку тварин» закони ембріогенезу. Сутність розвитку, по Беру, полягає в тому, що з гомогенного і загального поступово виникає гетерогенное і приватне. Це явище ембріональної дивергенції отримало назву «закону Бера». Однак при цьому ембріональний розвиток не означає повторення серії більш низько організованих дорослих тварин і не є прямолінійним. Бер був першим вченим, який прийшов до еволюційних ідей, не будуючи ніяких умоглядних схем і не відриваючись від фактів.
Оригінальні концепції були запропоновані в німецькій класичній філософії XIX століття.
- При розгляді живих організмів І. Кант вважав недостатньою орієнтацію тільки на механічні причини, бо організм, з його точки зору, є освіту активну, яка укладає в собі одночасно і причину, і дію. Завдання пізнання живого зводиться Кантом до визначення трансцендентальних умов його мислимими, пошуку регулятивних понять для рефлектує здатності судження.
- В натурфілософії Шеллінга проблема пізнання живої природи виступає не як проблема емпіричного природознавства, а як одна з основних проблем натурфілософії. Природа постає у формі загального духовного організму, одухотворяє єдиної «світовою душею», що проходить різні етапи свого розвитку на різних ступенях розвитку природи. У поясненні життя Шеллінг не сприймає ні віталізму, ні механіцизму. Життя, в його трактуванні, не щось стійке, а постійна зміна - руйнування і відновлення тих процесів, які її утворюють.
- Гегель необхідність філософського осмислення природи пов'язував з дозволом внутрішніх суперечностей, властивого теоретичного відношенню до природи. Суть його в тому, що природознавство як форма теоретичного ставлення до природи прагне пізнати її такою, яка вона є насправді. Однак при цьому воно перетворює природу в щось зовсім інше: мислячи предмети, ми тим самим перетворюємо їх в щось загальне, речі ж насправді поодинокі. Це теоретико-пізнавальне утруднення і має дозволити філософське розгляд природи. Згідно з Гегелем, філософія природи не тільки виявляє загальне в природному світі, а й характеризує предмети природи під кутом зору їх відношення до чуттєвості людини. Таким чином, істотно випереджаючи свій час, Гегель проводить думку про те, що в філософії природи об'єктивне співвідноситься з суб'єктивним.

Синтез передували еволюційних уявлень здійснив Чарльз Дарвін - творець еволюційної теорії. Принципова відмінність дарвінівської концепції від інших еволюційних і трансформістскіх поглядів в тому, що Дарвін розкрив рушійний фактор і причини еволюції. Дарвінізм ввів в біологію історичний метод як домінуючий метод наукового пізнання, як провідну пізнавальну орієнтацію. На багато років він став парадигмою еволюційних уявлень, ознаменувавши собою цілу епоху в біології, науці в цілому і в культурі. Розвиток еволюційних ідей на основі дарвінізму вглиб і вшир призвело в кінці XX століття до формування концепції глобального еволюціонізму, що пропонує еволюційний погляд на весь Всесвіт в цілому.
Паралельно з еволюціонізмом, що акцентує увагу на ідеї розвитку, в біофілософії продовжували розвиватися уявлення, орієнтовані на ідею сталості, стабільності, організації. Виникнення генетики як науки знаменувало принципово новий етап в їх становленні, початок якому було покладено дослідженнями австрійського натураліста Грегора Менделя. Застосувавши статистичні методи для аналізу результатів гібридизації сортів гороху, Мендель виявив і сформулював закономірності спадковості. Вперше в історії науки використавши кількісні підходи для вивчення успадкування ознак, Мендель встановив нові біологічні закони, тим самим заклавши основи теоретичної біології. Надалі уявлення про інваріантності, дискретності, стабільності в світі живого отримали розвиток в працях інших дослідників.

##### Сучасність
Марксизм виступив не тільки з критикою натурфілософії XIX століття, але і з запереченням взагалі актуальності філософії природи як такої. Антінатурфілософскій пафос марксизму обумовлений його социологизмом, прагненням пояснити все, виходячи з соціальних особливостей тієї чи іншої суспільно-економічної формації. З подібного підходу органічно випливало обмеження проблематики філософії науки лише методологією науки і логікою, відмова від з'ясування і аналізу різних онтологічних схем і моделей, дієвих в природничих науках на будь-якому етапі їх розвитку. Тому в умовах панування марксизму-ленінізму найбільший розвиток і розробку в СРСР отримали саме методологічні проблеми біологічної науки. Це важливе і актуальне напрям розвитку філософії біології, але їм аж ніяк не вичерпується вся її різноманітна проблематика.
Аж до середини 20-х років XX століття розвиток генетики і еволюціонізму йшло незалежно, відокремлено, а часом і конфронтаційно по відношенню один до одного. Лише до 50-х років відбувся синтез генетики і класичного дарвінізму, що призвело до затвердження нового популяційного мислення в біології. Розвиваючи дослідження в цьому напрямку, А. Н. Северцов уточнив уявлення про прогрес біологічному і морфофизиологический, показавши, що вони нерівнозначні. Дж. Сімпсон і І. І. Шмальгаузен на додаток до описаної Дарвіном рушійною формі природного відбору, що відтинає будь-які відхилення від середньої норми, виділили стабілізуючу форму відбору, яка охороняє і підтримує середні значення в середовищі поколінь. У 1942 році Дж. Хакслі опублікував книгу «Еволюція: сучасний синтез», що поклала початок нової синтетичної теорії еволюції, в якій був реалізований синтез генетичних і еволюційних уявлень. Однак цей синтез був здійснений до настання ери молекулярної біології.
З середини XX століття почався інтенсивний розвиток молекулярної і фізико-хімічної біології. На цьому етапі були зроблені відкриття, накопичений величезний фактичний матеріал, фундаментальний для біологічного пізнання. Можна назвати відкриття подвійної спіралі ДНК, розшифровку генетичного коду і біосинтезу білка, відкриття вродженості генетичного коду, виявлення внеядерная ДНК, відкриття мовчазних генів, відкриття серед ДНК фракцій унікальних і повторюваних послідовностей, виявлення «стрибаючих генів», усвідомлення нестабільності генома і багато інші. У ці ж роки стався і принциповий прорив у традиційній для біології області дослідження біології організмів - стала стрімко прогресувати біологія розвитку організмів. Нарешті, з другої половини століття почалося і посилене вторгнення біологічного пізнання в сферу надорганізменних утворень, в вивчення екологічних, етологичеських і антропобіогеоценотіческіх зв'язків і взаємин, формування глобальної екології.
Так, в 70-80-х роках XX століття виходять у світ праці, які сформували теоретичні проблеми філософії біології. Це сприяло формуванню у другій половині 1980-х років широкого біофілософского напрямки міждисциплінарних досліджень. Вони групувалися навколо журналу «Біологія і філософія» під редакцією М. Рьюза. Ідеї біофілософії знайшли своє відображення в роботах по біополітики, біоетики, біоестетиці, біомузиці.

## Основні ідеї та проблеми біофілософії

### Основні ідеї
З сучасних позицій філософське осмислення світу живого представлено в чотирьох відносно автономних і водночас внутрішньо взаємопов'язаних напрямках: онтологічному, методологічному, аксіологічному та праксиологической. Сучасне природознавство має справу з безліччю картин природи, онтологічних схем і моделей, найчастіше альтернативних один одному і не пов'язаних між собою. У біології це відбивалося в розриві еволюційного, функціонального і організаційного підходів до дослідження живого, в розбіжності картин світу, пропонованих еволюційної біологією і екологією і т. Д. Завдання онтологічного напряму в біофілософії - виявлення онтологічних моделей, що лежать в основах різних областей сучасної науки про життя , критико-рефлексивна робота з осмислення їх суті, взаємин один з одним і з онтологічними моделями, представленими в інших науках, їх раціоналізації та впорядкування.
Концептуальним ядром біофілософії є поняття життя. Воно набуває статус багатозначної філософської категорії і основоположного принципу розуміння сутності світу і людського існування в ньому. В онтологічному плані життя можна уявити як найважливіший компонент нашого буття, зразок досконалості її структурної і функціональної організації, явище планетарного (а може і не тільки) характеру, вихідна основа освіти багатьох біогенних і біокосних (наприклад, коралові острови і рифи, гумус, торф, вугілля, нафта, горючі гази і сланці) природних ресурсів, неодмінний фактор біосфери, яка розвивалася і трансформувалася в ноосферу.
Ось яке визначення дали А. Т. Шаталов і Ю. В. Олейников: «життя - це таке явище природи, якому притаманне спрямоване розвиток від нижчого до вищого, від простого до складного і навпаки, від самозбереження до альтруїзму, пожертвування власним життям заради життя інших ». Тобто можна зробити припущення, що якщо явищам неживої природи притаманне існування, то живій природі властиво спрямований розвиток, в процесі якого вона здійснює своє проживання, виживання і можливе саморозвиток. Якщо розуміння процесу існування неживої природи укладається в вузькі рамки фізичного детермінізму, то розвиток живої природи не вкладається в цю концепцію. У розумінні біофілософія, таємниця життя прихована не тільки у фізиці, скільки в метафізиці, тобто психічних і біосоціальних засадах. Проблема життя, її цілі та цінності для філософії не менш важлива, ніж основне питання філософії. Осмислення питань походження людини, його розвитку, вписанности в природний світ, особливостей відносин з цим світом багато в чому відкривають завісу перед вічними проблемами - про мету життя і її цінності.
Філософія, вносячи в біологічне пізнання оціночний момент про сенс і ролі людини в природі, багато в чому визначає спонукальні мотиви індивідуальної поведінки людини. Переломлюючи ж в біофілософії, вона обумовлює творче, творче поведінку людини, стимулює гуманізацію людської діяльності, поширюючи це відношення на світ живої і неживої природи. Гармонізація людських відносин опосередковано проявляється в зміні ставлення людей до навколишнього світу.
Інтеграція біологічного та соціального світу живої природи і природи суспільного життя допомагає подолати крайності в тлумаченні ролі біологічних і соціальних факторів в життєдіяльності біологічних і соціальних типів життя, породивши біосоціологія. Біосоціальний підхід виконує свого роду функцію інтегративного підстави в дослідженнях різних типів життя. Біосоціологія орієнтована на пізнання процесу взаємодії біологічного і соціального в ході становлення особистості людини, рішення протиріччя між матеріальними потребами тілесної організації людини і духовною сферою буття.

#### Проблеми біофілософії
У міру розвитку філософії біології, у філософів виникає все більша кількість питань. Крім одвічних питань (таких як «Що таке життя?» Або «Що таке буття?»), Біофілософія намагаються відповісти на, наприклад, такі питання:
- «Що є біологічним видом?»,
- «Як можлива раціональність, з огляду на наше біологічне походження?»,
- «Як організми координують їх загальна поведінка?»,
- «Чи є засоби зміни геному?»,
- «Як наші біологічне розуміння раси, сексуальності й гендеру відображає соціальні цінності?»,
- «Що є природним відбором, і як це працює в природі?»,
- «Як лікарі пояснюють хворобу?»,
- «Як екологія пов'язана з медициною?» Та інші.

Крім того, розвиток біології переконує сучасне суспільство заново продумати традиційні цінності, які стосуються всіх аспектів людського життя. Можливість генетичної модифікації стовбурових клітин людини, наприклад, привела до триваючого протиріччя як серед учених, так і серед звичайних людей про те, як деякі біологічні методи можуть зазіхати на етичні норми. З розвитком біоетики, стали популярні питання, швидше за відносяться до філософії. До них можна віднести питання евтаназії, ксенотрансплантації, клонування людини та інші.
Беручи до уваги той факт, що зміст біофілософії представлено двома рівнями осягнення: фундаментальними та прикладними, правомірно виділити і ці рівні в якості самостійних. Фундаментальний рівень є філософська рефлексія над життям, її виникненням, місцем і роллю в універсумі. Тут підкреслюється теоретична зв'язок біофілософії з природознавством, філософією науки і наукознавство в цілому. Прикладний рівень вказує на матеріально практичне і естетичне ставлення до живої природи, на вихід біофілософії за межі фундаментального знання в сферу конкретного распредмечивания і об'ектівірованія змісту її концепцій та ідей в етології, біоніки, біотехнології, біоестетіке і т. П., Проникнення теоретичної фундаментальної біофілософії до рівня емпіричного і повсякденного знання, її реалізації в суспільній практиці. Можливо, в перспективі позначаться і такі аспекти біофілософії як біогеографічний філософія, предметом дослідження якої стане просторовий розподіл форм життя, історична біофілософія, вчення про історію формування та становлення біофілософії і інші.
Становлення біофілософії об'єктивно покликане бути реперною точкою подальшого розширення масштабів і поглиблення комплексних междудісціплінарних досліджень процесів біологізації філософії і філософізації біології, поглиблення інтересу до біологічної компоненті світогляду та світовідчуття, творчої переоцінки колишніх і обґрунтування нових концепцій життя, визначення місця біології в становленні нової світоглядної парадигми.
Так, наприклад, на думку Р. С. Карпінської, створення цілісного образу біології становить головну турботу філософії біології. Філософія біології при цьому не може бути до і поза методологічних засобів дослідження. Вона формується як лабільного історичної освіти, залежного від струмів «зверху» і «знизу» - від певного рівня сучасної методологічної культури і від рівня і характеру теоретичного дослідження в біології. Однак створення нового цілісного образу сучасної філософії біології - це необхідний, але лише перший крок в осмисленні вкладу наук про життя в якісно новий етап взаємодії філософії і природознавства. В одній з її робіт  висловлюється думка, що ідея коеволюції може стати новою парадигмальной установкою культури XXI століття, потужним джерелом нових дослідницьких програм майбутнього - нової філософії природи, нової культурології, нової філософії науки.